# Махаджани, Равиндра
Равиндра Махаджани (маратхи रवींद्र महाजनी; 7 октября 1949, Белгаум, Бомбей — 11 июля 2023, Амби, Махараштра) — индийский актёр, снимавшийся в фильмах на маратхи.

## Биография
Родился в 1949 году в Белгауме, ныне штат Карнатака. Его отец Х. Р. Махаджани был журналистом и участником движения за независимость Индии, и, когда он получил должность в газете Loksatta, семья переехала в Бомбей.
Равиндра интересовался актёрской игрой с детства и в школьные годы участвовал в актёрских и драматических конкурсах. После школы он поступил в Khalsa College, чтобы получить степень в области искусств. В конце 1960-х годов Махаджани снялся в эпизодической роли инспектора полиции в боевике «Семь индийцев». Но, когда в 1969 году скончался его отец, чтобы заработать на жизнь, он стал работать таксистом.
Не перестав ходить на прослушивания, он в итоге получил роль в пьесе драматурга Мадхусудана Калелкара «Janata Ajanata». Его игру в следующей пьесе Калелкара «To Rajhans Ek» заметил В. Шантарам и взял его на главную роль в фильм своего сына Zhunj (1974). После успеха фильма Махаджани сразу стал известен в киноиндустрии, а за свою роль он был награждён Filmfare Awards Marathi.
Его следующий фильм Aaram Haram Aahe (1976) также стал большим хитом. Впоследствии он сыграл заметные роли в таких фильмах, как Duniya Kari Salam (1979),  Mumbaicha Faujdar (1984), Goonj (1989) и Kalat Nakalat (1990). Картина Laxmichi Paule (1982) с его участием получила статус «блокбастер», а его фильм Devta (1983) до сих пор пользуется популярностью у сельской аудитории. Благодаря внешнему сходству он получил прозвище «Винод Кханна кино на маратхи». Из-за этого сходства режиссёр Н. Чандра хотел взять его на главную роль в «Свершающие правосудие», но актёр отклонил его предложение.
В 1990-х годах Махараджани перешел к характерным ролям и начал сниматься телесериалах. Он также пробовал себя в качестве продюсера и режиссёра, сняв фильм Satte Sathi Kahihi в начале 2000-х. 
В свои последние годы он появился в таких фильмах, как Kaay Raav Tumhi, Carry On Maratha и Deool Band 2015 года, а также историческом эпосе «Панипат» на хинди, где сыграл Малхар Рао Холкара.
Тело актёра было найдено утром 14 июля в его квартире в деревне Амби в округе Пуна штата Махараштра спустя три дня после смерти. У него остались дочь и сын Гашмир Махаджани, который также является актёром.